# Saghi Ghahraman
Saghi Ghahraman (em persa: ساقی قهرمان, Mashhad, 3 de fevereiro de 1957) é uma poetisa persa que está na lista das 100 mulheres mais influentes da BBC e é chefe da Organização Queer Iraniana.

## Vida pregressa
Saghi Ghareman nasceu em Mashhad, em 1957. Em 2010, sua família fundou a Gilgamishan Publishing House, que se concentra na publicação de literatura queer iraniana. Em 2007, o jornal Shargh foi proibido de publicar um poema deles. Eles agora estão morando no Canadá.